# Konrad Homberg
Konrad Homberg (* 9. Juni 1925 in Quedlinburg; † 27. September 1975) war ein deutscher Maler.

## Leben und Werk
Konrad Homberg absolvierte von 1933 bis 1943 die Schule in Quedlinburg. Von 1943 bis 1945 nahm er als Soldat der Wehrmacht am Zweiten Weltkrieg teil. Bis 1946 war er in Kriegsgefangenschaft, wobei er schwer erkrankte. Nach der Rückkehr nach Quedlinburg macht er an der Meisterschule für gestaltendes Handwerk in Magdeburg eine Ausbildung zum Gebrauchsgrafiker. Von 1948 bis 1949 besuchte er das Werklehrerseminar in Halle/Saale, wobei er fakultativ an der Burg Giebichenstein – Kunstschule und Werkstätten der Stadt Halle-Saale studierte. Von 1949 bis 1956 arbeitete Homberg als Kunsterzieher in Quedlinburg. Er betätigte sich künstlerisch als Maler und war kulturpolitisch aktiv, u. a. in der Künstlergruppe „Harz“, zu der auch Eberhard Frey und Willi Neubert gehörten. Ab 1956 übte er eine künstlerische Lehrtätigkeit am Institut für Kunsterziehung der Universität Greifswald aus, ab 1966 als Dozent und ab 1972 als Professor für Theorie und Praxis der künstlerischen Gestaltung. Zu seinen Schülerinnen und Schülern gehörten u. a. Christel Bachmann und Harald Döring.
Daneben betätigt er sich als Maler, wobei er vor allem von Herbert Wegehaupt geprägt wurde. Er schuf vor allem Landschaftsbilder und Porträts.
Homberg war Mitglied des Verbands Bildender Künstler der DDR. Er hatte ab 1950 Einzelausstellungen und Ausstellungsbeteiligungen. Homberg lebte zuletzt in Klein-Zastrow. Er war ab 1959 mit der Grafikerin Mechthild Homberg verheiratet.

## Werke (Auswahl)
- Meister Ostendorf (1961, Öl)

- Fischer und Studenten (1963, Öl, 125 × 180 cm)[1]
- Der Maler Eric Johansson (1964, Öl)[2]
- Überwindung der apokalyptischen Boten (1966, Kaseinmalerei, 125 × 190)[3]
- Arbeitsteilung (1966, Öl, 63 × 73,5 cm; Kunstarchiv Beeskow)

## Ausstellungen (unvollständig)

### Personalausstellungen
- 1966: Greifswald, Stadtmuseum (Arbeiten von 1949 bis 1965)

- postum 1976: Rostock, Kunsthalle Rostock
- postum 1982: Neubrandenburg, Galerie am Friedländer Tor (Malerei und Grafik)
- postum 1985/1986: Greifswald, Ausstellungszentrum der Universität

### Ausstellungsbeteiligungen
- 1970: Berlin, Altes Museum („Im Geiste Lenins“)
- 1972 und 1974: Rostock, Bezirkskunstausstellungen

- postum 1976: Karl-Marx-Stadt, Städtische Museen („Jugend und Jugendobjekte im Sozialismus“)